# Симфоник-метал
Симфо́ник-метал или си́мфо-метал (англ. symphonic metal — «симфонический металл») — музыкальный стиль, в котором соединены метал и симфоническая оркестровая музыка.
В симфоническом метале часто используется высокий женский вокал (стилизованный как «оперный»). Группы в этом жанре нередко приглашают для записи малый симфонический оркестр и академический («камерный») хор, либо используют отдельные симфонические инструменты или их имитацию с помощью синтезатора. Для жанра характерны концептуальные альбомы и рок-оперы, яркие театральные шоу и сценические костюмы на концертах и художественные клипы, выдержанные в эстетике фэнтези, средневековья, стимпанка, научной фантастики и готических романов. Тексты песен часто посвящены истории, мифологии, фэнтези или природе.
Жанр сформировался в конце 1990-х в основном из групп, начинавших с пауэр-метала или готик-метала, и пережил расцвет в 2000-е благодаря таким группам как Nightwish, Therion, Epica и раннему творчеству Within Temptation.

## История

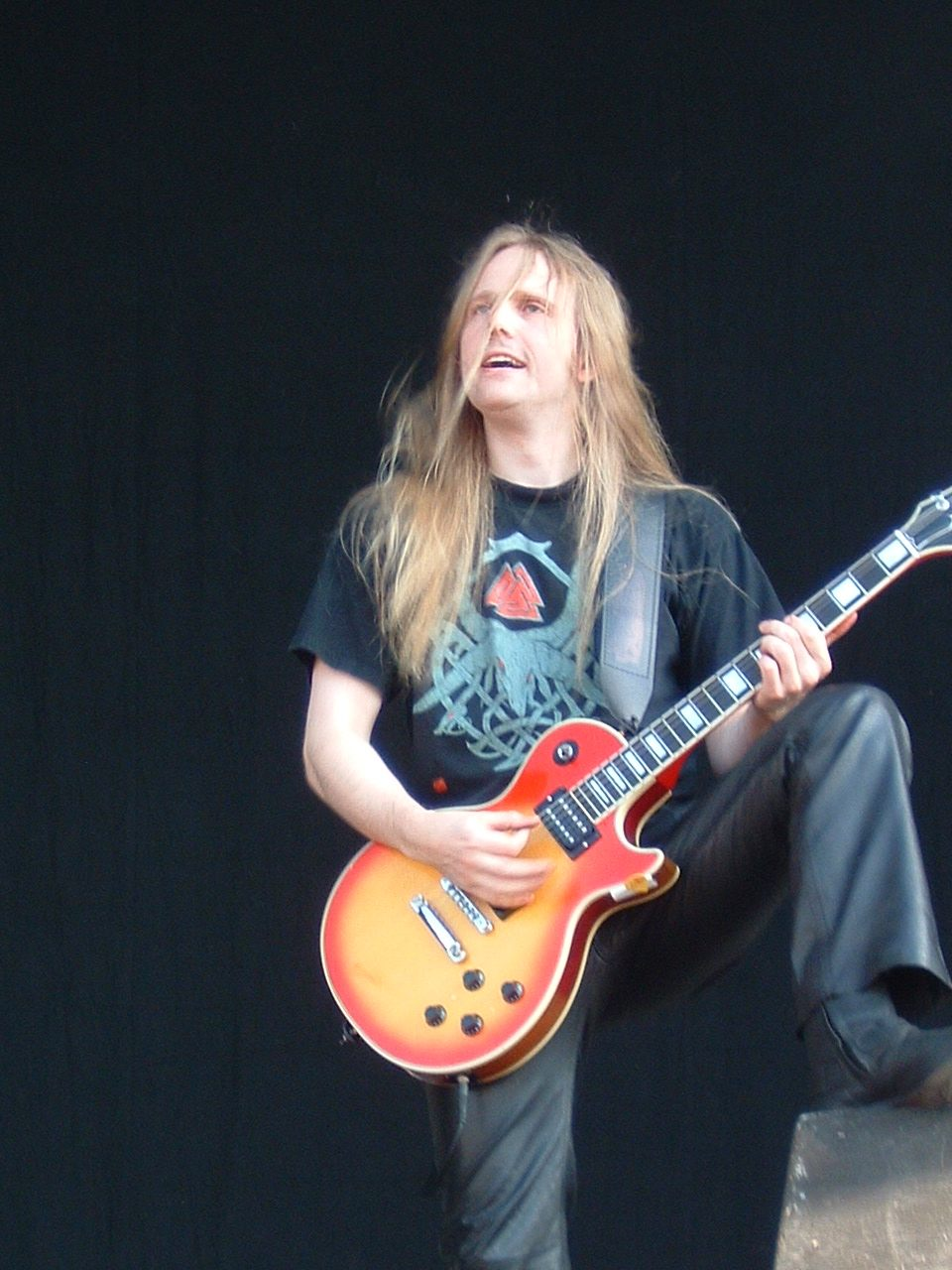
Кристофер Йонсон, лидер группы Therion и один из основателей симфоник-метала

Предтечами симфоник-метала были такие готик-металические группы как The Gathering и Theatre of Tragedy, применявшие в своей музыке клавишные инструменты и женский вокал. Отдельные эксперименты по совмещению оркестра и металла проводили группы Savatage, Rage, Symphony X, Celtic Frost и Believer.
Появление симфоник-метал как отдельного жанра связывают с выходом альбома Theli шведской группы Therion в 1996 году. Therion и в предыдущих альбомах иногда соединяли метал и симфонические аранжировки, но именно на Theli жанр оформился окончательно, став новым явлением на тяжёлой сцене. В отличие от многих других групп, Therion уже в конце 1990-х играли «чистый» симфоник-метал — с «оперным» вокалом, хором, оркестром и без сильной примеси других стилей — к которому многие их коллеги придут лишь в 2000-е.
1997 год стал важным годом в развитии симфоник-метала. В этот год вышли дебютные альбомы сразу четырёх групп, оказавших в дальнейшем большое влияние на жанр. Финны Nightwish и итальянцы Rhapsody использовали симфонические аранжировки на основе пауэр-метала. Дебютный альбом нидерландцев Within Temptation представлял собой готик-метал с симфоническими аранжировками, но уже в следующем альбоме Mother Earth группа перешла к симфоник-металу. Наконец, группа Haggard продемонстрировала тяжёлый, мрачный и авангардный симфоник-метал на основе дэт-дум-метала с использованием множества симфонических инструментов и гроулинга.

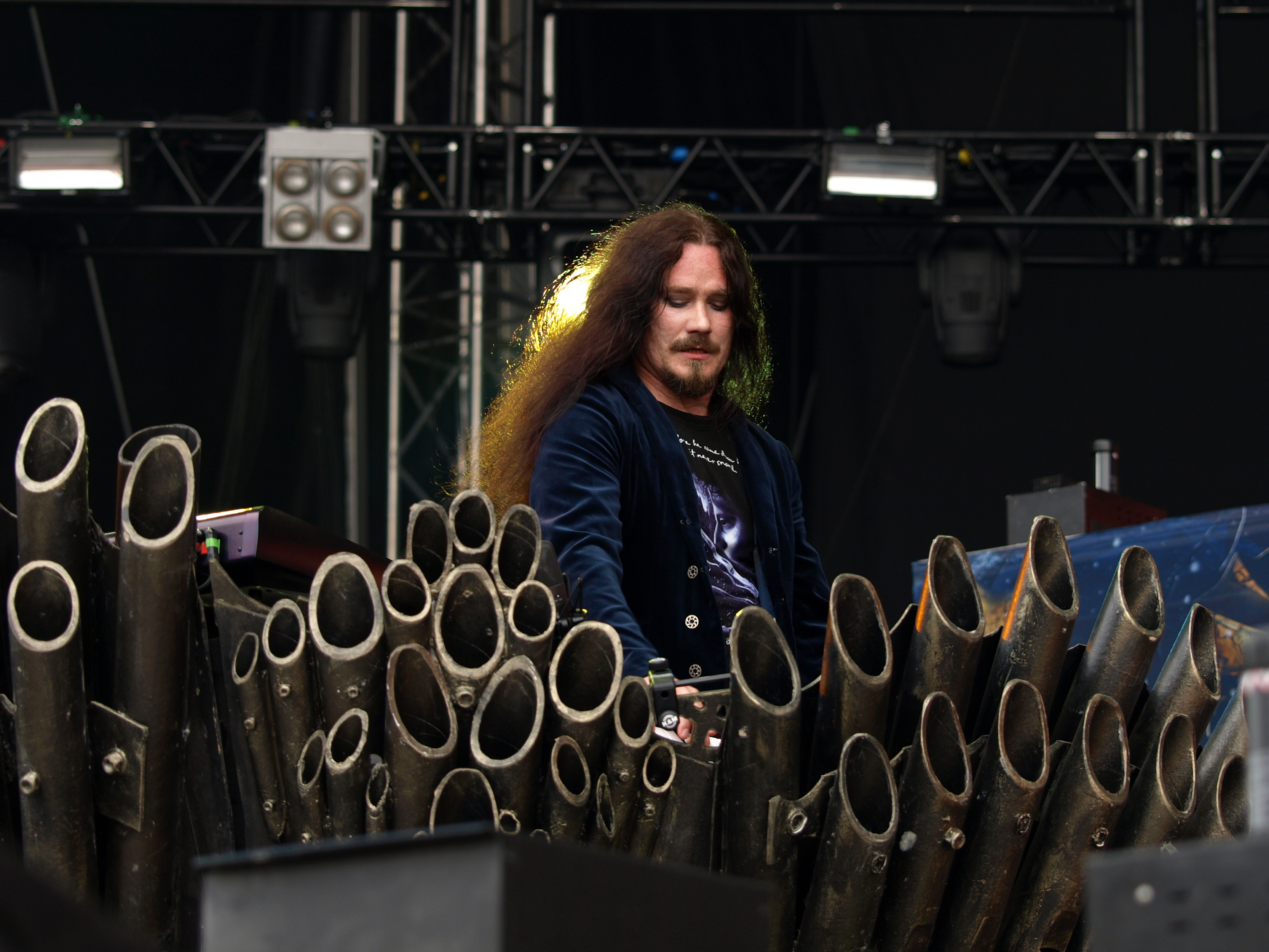
Туомас Холопайнен, лидер Nightwish, играет на синтезаторе, оформленном как орган

В конце 1990-х — начале 2000-х годов появился целый ряд групп с «оперным» женским вокалом. В их числе After Forever, Delain (проект экс-клавишника Within Temptation), Edenbridge, Epica (группа бывших участников After Forever), Leaves’ Eyes (проект экс-вокалистки Theatre of Tragedy Лив Кристин), а также Lunatica, Tristania, Sirenia, Xandria, Dark Moor. Многие из этих исполнителей начинали в 1990-е с готик-метала (Within Temptation, After Forever, Лив Кристин в составе Theatre of Tragedy), но в 2000-е ушли от этого жанра в более популярный и мелодичный симфоник-метал. С другой стороны, в поздних альбомах таких симфоник-пауэр групп, как Nightwish и Edenbridge, влияние пауэр-метала стало меньше, а записи с оркестром стали постоянными. Таким образом симфоник-метал окончательно превратился в единый жанр.
С середины 2000-х симфоник-метал стал одним из самых популярных жанров металлической музыки в центральной и северной Европе. Некоторые группы, в особенности Nightwish, добились большого коммерческого успеха. В 2013 году Nightwish приняли участие в создании первого симфоник-металлического музыкального фильма — «Воображариум» (по их альбому Imaginaerum).
В США группы этого жанра менее многочисленны. Однако и здесь есть целый ряд коллективов, которые сочетают элементы симфоник-метала с пауэр- или неоклассикал-металом. Это, в частности, Kamelot, Trans-Siberian Orchestra, Symphony X. У всех этих групп основной вокал — мужской.

## Связь с другими жанрами

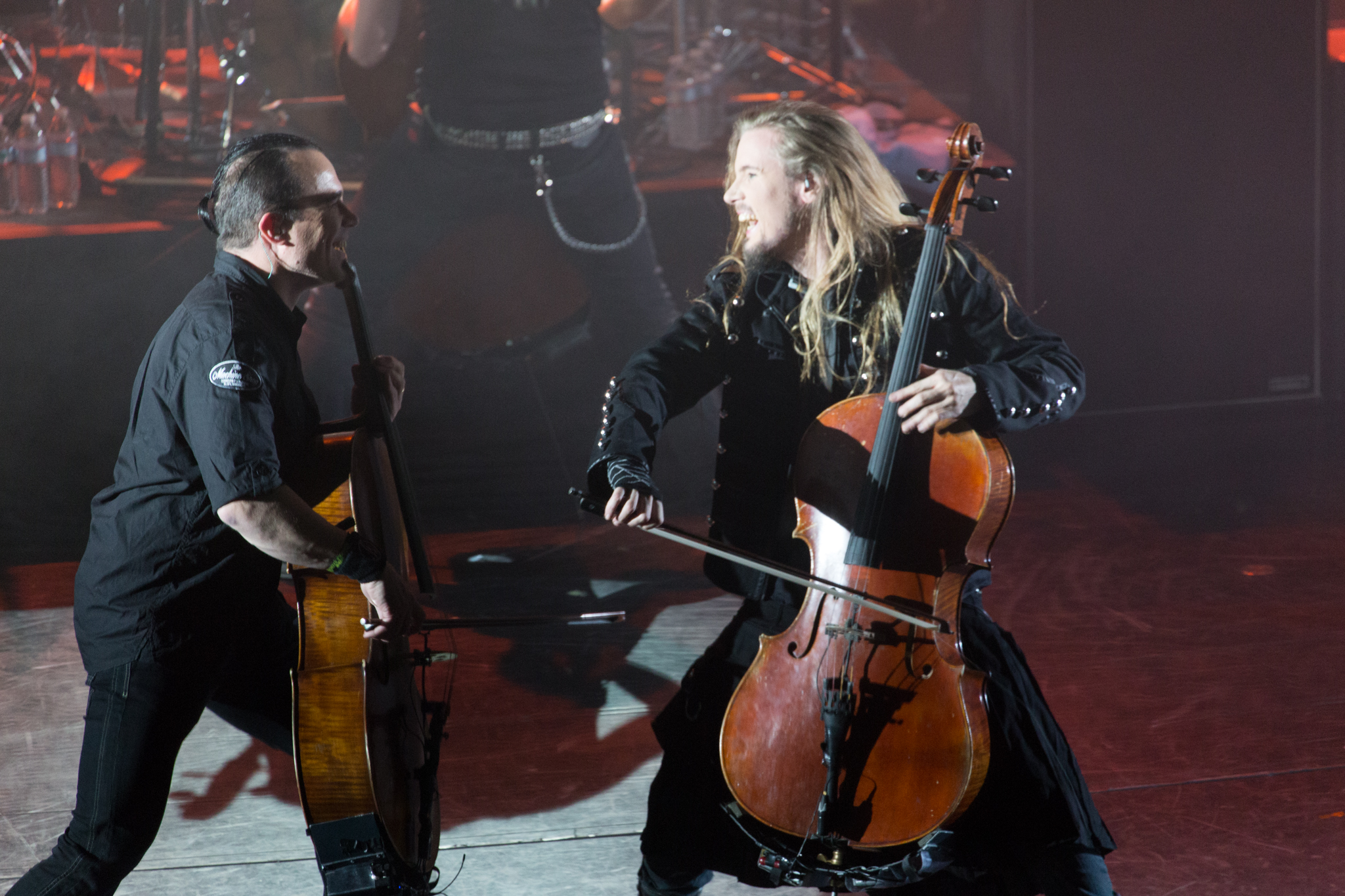
Apocalyptica — группа, играющая виолончельный метал

Мода на симфонические аранжировки затронула и блэк-метал. Такие группы как Cradle of Filth, Dimmu Borgir и Graveworm выдвигают на передний план клавишные инструменты, что шло вразрез с канонами тру-блэка. В дальнейшем Cradle of Filth даже записали ряд дуэтов с женщинами-вокалистками. Позже такие группы как Bal-Sagoth и Summoning стали использовать клавишные и симфонические аранжировки не менее активно, чем гитары.
Популярность симфонических аранжировок распространилась и на старые хеви-метал-группы. Metallica, Ария, Scorpions, Rage, U.D.O. записывались и выступали с оркестром, а Manowar записали концептуальный альбом Gods of War с явными элементами симфоник-метала. Пауэр-метал группа Blind Guardian и прогрессив-метал-группа Ayreon тоже постоянно используют симфонические инструменты в аранжировках, не переходя при этом в «чистый» симфоник-метал.
Музыку группы Apocalyptica, играющей метал на виолончелях, также часто характеризуют как симфоник-метал. Но музыка группы происходит не от готики или пауэр-метала, а от камерных инструментальных кавер-версий классических метал-групп, таких как Metallica. В английском языке появился термин челло-рок (англ. cello-rock — рок на виолончелях), характеризующий подобный стиль.
В XXI веке многие группы из других видов метала обращаются к этому жанру и развивают его путём смешений и экспериментов. Так, исполнители фолк-метала, в котором также используются смычковые и духовые инструменты, нередко размывают границу между этими двумя жанрами. Финская группа Turisas применила симфонический оркестр и хор в альбоме Stand Up and Fight. Другой пример смешения фолк — и симфоник-метала — поздние альбомы группы Mägo de Oz. Есть сближение и со стороны симфоник-групп: в поздних альбомах Nightwish и Leaves' Eyes появилось заметное влияние фолк-метала. Появились также новые группы, сочетающие симфоническое звучание и фолк-метал, например, Last Days of Eden. Авангардный проект Diablo Swing Orchestra продемонстрировал сочетание классического вокала и симфонических инструментов с инструментами и ритмической структурой джаза.

## Музыкальные характеристики

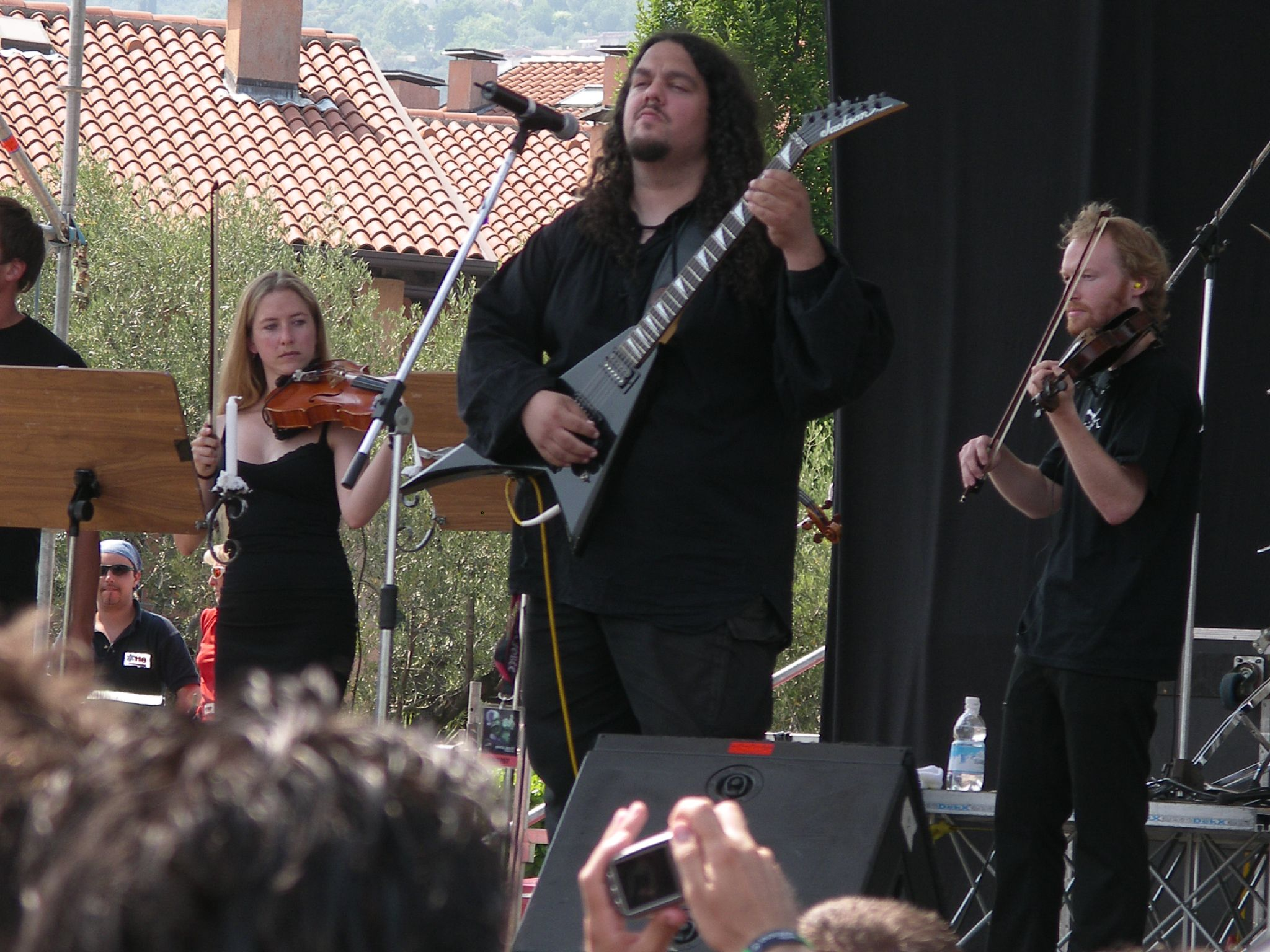
Группа Haggard выступает с оркестром

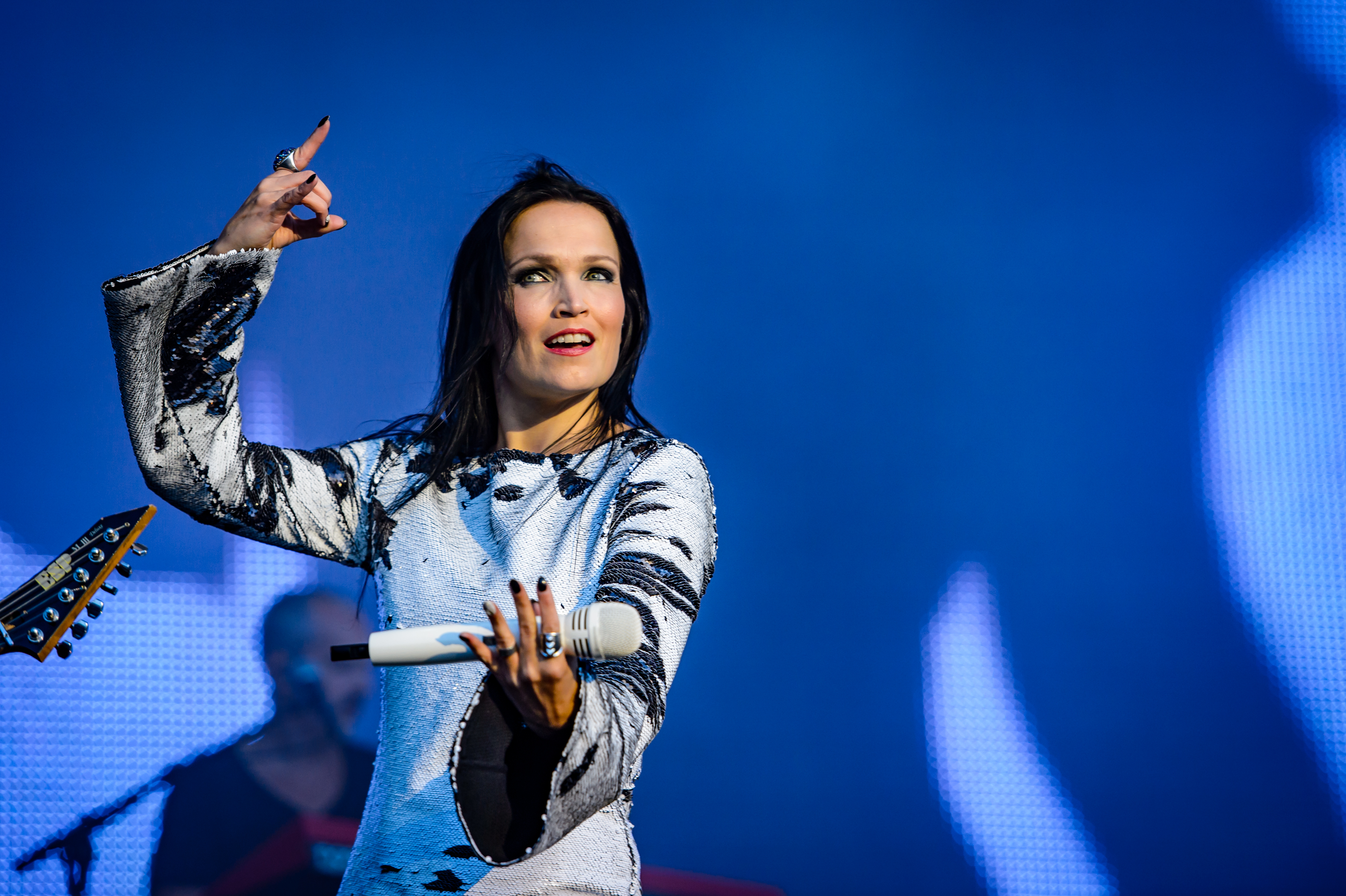
Тарья Турунен, экс-вокалистка группы Nightwish

В отличие от большинства других стилей метала, где ведущие вокалисты как правило мужчины, в симфоническом метале активно задействован женский вокал, как правило высокий — сопрано или меццо-сопрано (его часто, но ошибочно называют «оперным»). Многие вокалистки в этом стиле могут иметь классическое музыкальное образование и в своём имидже нередко подражают оперным певицам (к примеру, Тарья Турунен (Nightwish), Лори Льюис (Therion), Флор Янсен (After Forever, Nightwish), Симона Симонс (Epica). Именно вокалистки обычно становятся лицами симфоник-метал групп, их часто называют «королевами металла».
Помимо женского сопрано, симфонический метал может похвастаться доставшимся ему от готического метала стилистическим приёмом «красавица и чудовище», где чистому женскому высокому голосу оппонирует грубый мужской рык — гроулинг, либо мужской хриплый сухой крик — скриминг.
Но всё же главной характеристикой музыкального стиля «симфонический метал» является не стилизованный под «оперу» вокал, а симфонический оркестр и его эффект симфонического звучания (др.-греч. συμφωνία — созвучие, унисон, созвучное многоголосие).
Основу симфонического оркестра составляют четыре типа секций инструментов:
- струнные смычковые
- медные духовые
- деревянные духовые
- ударные (перкуссия)

В ряде случаев в состав оркестра включаются и другие вспомогательные инструменты — прежде всего, арфа, а также фортепиано, орган, челеста, клавесин; в особых случаях — вводятся различные «экзотические» для симфонического оркестра вспомогательные инструменты — ситар, домра, балалайка и т. д.).
Ввиду дороговизны и сложности записи проектов таких масштабов, как симфонический оркестр в полном составе, симфо-металлисты обычно ограничиваются всего лишь одной смычково-струнной секцией (скрипки, альты, виолончели), с небольшими вариациями и дополнениями перкуссии и щипковых струнных. Из относительно редких примеров записи альбома с симфоническим оркестром в полном составе можно привести альбом The Holographic Principle группы Epica. Музыкальные инструменты в симфоническом оркестре объединены в группы — как правило, в малом симфоническом оркестре, который работает с жанром «метал», к примеру, может быть группа из 5—10 скрипачей и группа из 3—5 виолончелистов (возможно и больше, но ввиду дорогой и сложной записи, для большинства симфоник-метал проектов это редкие случаи). Каждая группа инструментов исполняет свою партию в унисон, чем и достигается эффект симфонического звучания. Этим симфонический метал принципиально и отличается от схожих с ним направлений — готик-метала и пауэра с высоким женским вокалом, несмотря на то, что в них могут встречаться отдельные партии одинокой скрипки или одинокой виолончели, или органа.
Наличие в группе клавиш, органа или органного семпла, придающих звуку «атмосферность», часто рассматриваются любителями как признак «симфонической» музыки. Но сам по себе орган не входит ни в одну из четырёх секций симфонического оркестра, являясь лишь дополнительным инструментом в ряде случаев. Собственно, различные органы исторически были характерны для европейской церковной музыки (органной музыки), отчего и полюбились изначально поклонникам средневековой мистики и оккультизма — ранним Led Zeppelin и Black Sabbath, а впоследствии также и готик-року, который экспериментировал с синтетическими звуками и семплами на основе модуляций, близких к органному звуку (откуда они и перекочевали в дум и готик-метал).
Другой важной характеристикой симфоник-метала может являться академический вокальный хор (иногда камерный хор), который также может обладать эффектом симфонического созвучия, симфонического крещендо.
По своей музыкальной форме симфоник-метал часто неоднороден. Отчасти это связано с истоками симфоник-метала — меланхоличный, неторопливый, мистический дум-готик и активный, торжественный, более подвижный пауэр являли собой некие противоположности по своей ритмической структуре и настроению. С другой стороны — трудно исключать связь с влиянием симфонической музыки — помимо изначальной древней идеи «симфонии» как унисонного звучания и коллективного пения, «симфонизм» с 16 века стал развиваться (и пониматься) как сложная форма произведения, сочетание разных музыкальных форм. Так или иначе, симфоник-метал нередко тяготеет к оперности, концептуализму, масштабности, большой форме.

## Тематика

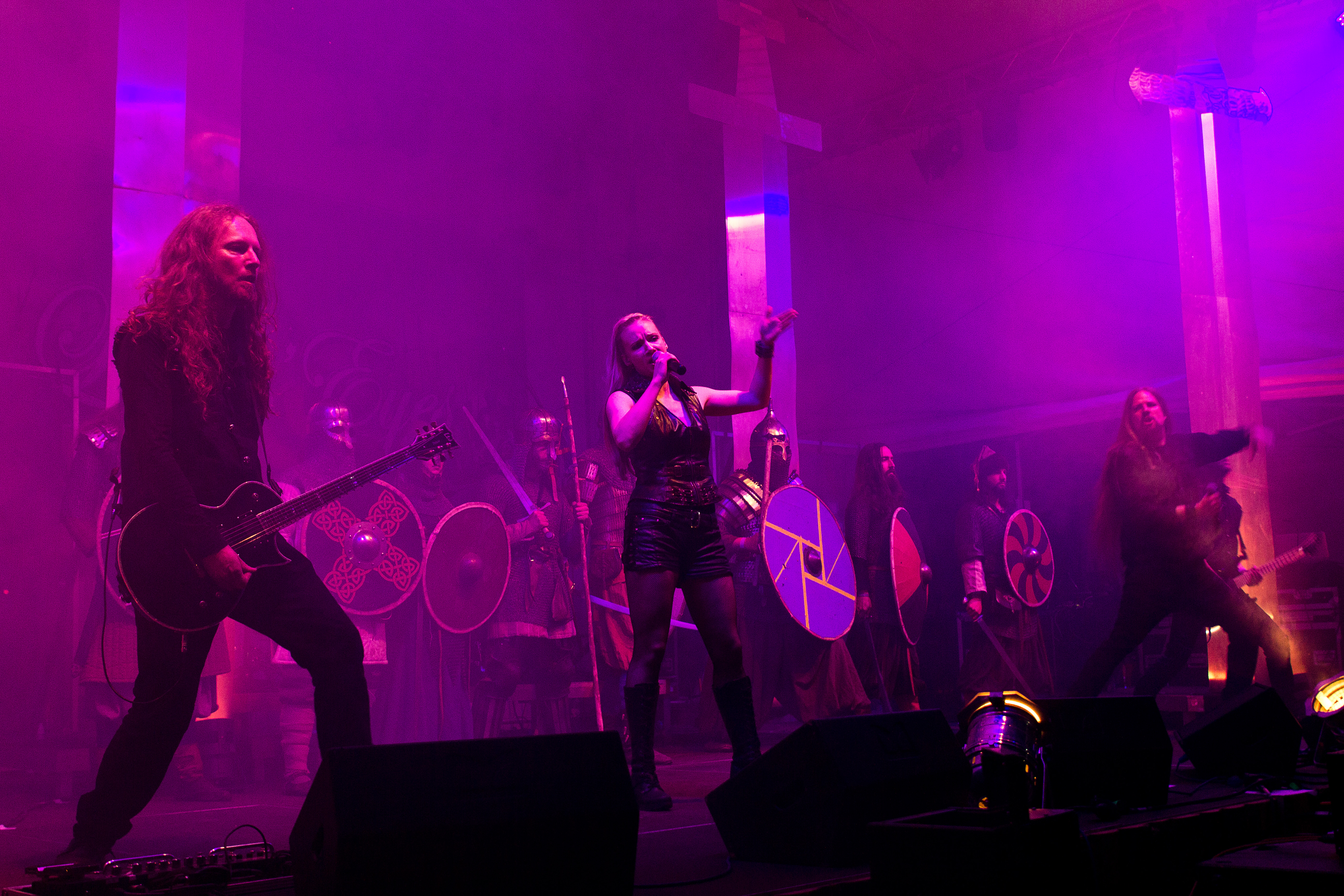
Выступление группы Leaves Eyes с участием исторических реконструкторов в костюмах викингов

В симфоник-метале широко распространены тексты на темы истории, мифологии, религии, фэнтези. Нередко встречаются и лирические тексты о личных переживаниях и природе.
Группы часто записывают концептуальные альбомы, стилизованные под эпические поэмы или оперы. Например, альбом Therion Secret of the Runes посвящён девяти мирам скандинавской мифологии, так же как и все остальные работы группы основаны на мифологии и мистике. Альбом Leaves’ Eyes Vinland Saga посвящён открытию Америки викингом Лейфом Эриксоном, их же альбомы Njord и Meredead посвящены мифологии. Целый ряд альбомов Cradle of Filth основан на мистической литературе Лавкрафта, Баркера и Ле Фаню или биографиях зловещих исторических фигур вроде Синей Бороды и графини Батори. Haggard сочиняли альбомы по биографиям Нострадамуса и Галилея, Kamelot — по истории Фауста, Xandria — по библейской легенде о Саломее.
Помимо мифологии, некоторые группы обращаются к фэнтези. Все альбомы Bal-Sagoth и Rhapsody представляют собой многосерийную эпопею в жанре фэнтези, а основная тема текстов Summoning — произведения Джона Толкина в том же жанре. Альбомы Trans-Siberian Orchestra и Avantasia — рок-оперы со сказочными сюжетами. Иногда фантастические или исторические тексты служат аллегорией современности. Так, первый альбом Epica The Phantom Agony посвящён опасности возрождающейся религии и грядущих новых «Тёмных веков» в XXI веке. В альбоме The Holographic Principle Epica обращается к проблематике трансгуманизма и грядущей цифровой антиутопии.
Ещё одна популярная тема в симфоник-метале — природа, экология, живой мир. Многие песни Within Temptation и Nightwish, в особенности альбом первых Mother Earth и альбом последних Endless Forms Most Beautiful, посвящены теме природы.

## Эстетика

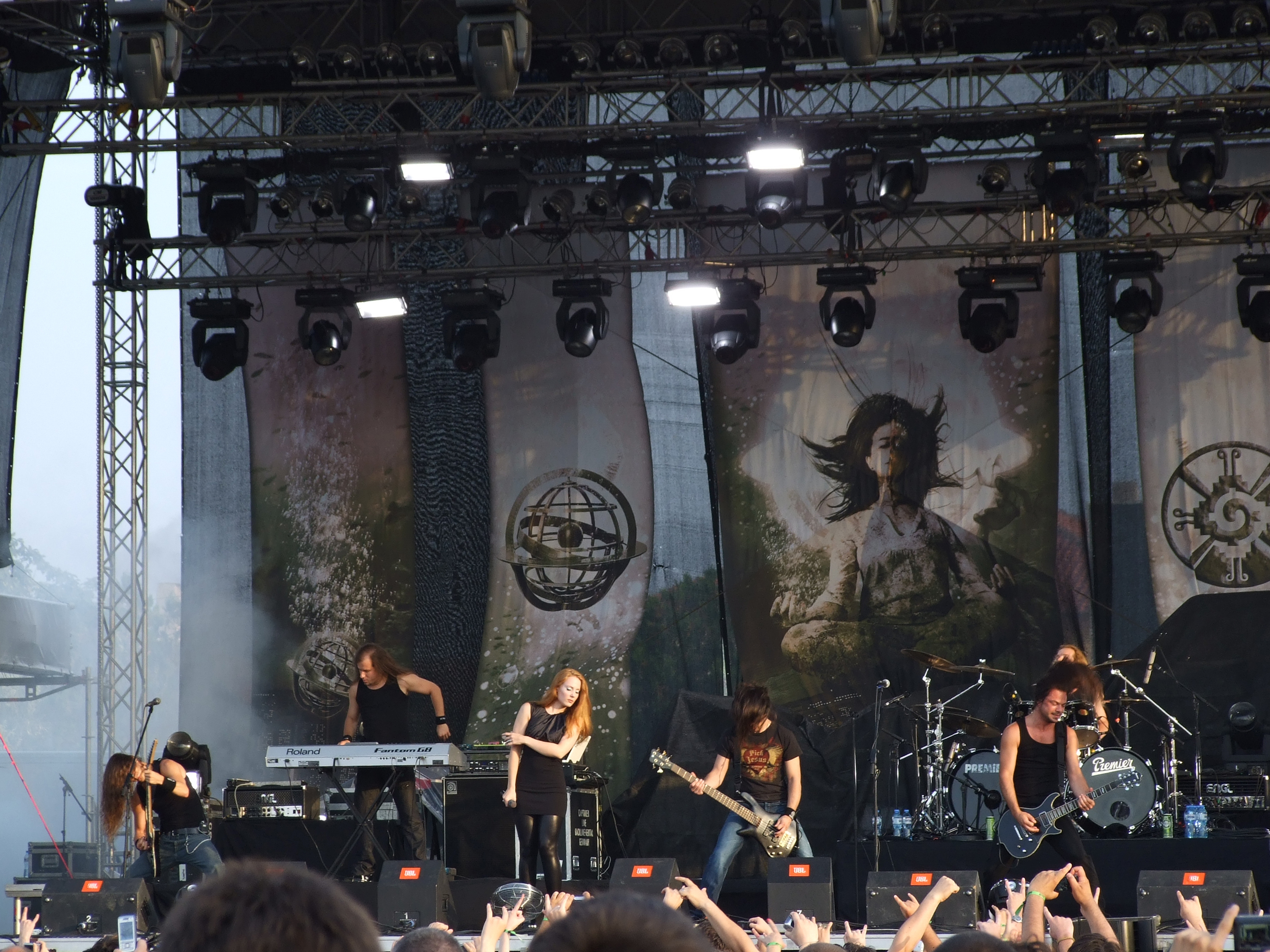
«Фэнтезийное» оформление сцены на концерте группы Epica

Симфонический метал сложился не только как чисто музыкальный стиль, но и как своеобразный художественный комбинированный жанр, соприкасающийся с театром, оперой, дизайном, модой, философскими концепциями.
На концертах музыканты нередко облачаются в костюмы, комбинирующие в себе элементы средневековых костюмов и современного БДСМ (концепция «нового средневековья»), эстетику стимпанка и моду Викторианской эпохи, костюмы героев фэнтези и т. д. Иногда на лица наносится грим, особенно если на сцене разыгрывается небольшой мини-спектакль, отражающий сюжет и тематику песен. В клипах музыканты нередко превращаются в полноценных актеров, либо для этого приглашаются профессиональные актёры. Из-за использования готической эстетики симфоник-метал часто путают с родственным жанром готик-метал.

## Представители
Журнал Metal Hammer в 2023 году опубликовал список из 5 важных альбомов симфоник-метала, с которых можно начать новичку:
- Therion – Secret of the Runes (2001)
- After Forever – Decipher (2001)
- Within Temptation – The Silent Force (2004)
- Epica – The Quantum Enigma (2014)
- Nightwish – Endless Forms Most Beautiful (2015)

Этот же журнал 2 годами ранее опубликовал список 25 лучших, по мнению авторов журнала, альбомов симфоник-метала. Места с 1-го по 5-е заняли:
1. Emperor - In The Nightside Eclipse (1994)
2. Celtic Frost - Into The Pandemonium (1987)
3. Nightwish - Endless Forms Most Beautiful (2015)
4. Cradle Of Filth - Dusk… And Her Embrace (1996)
5. Within Temptation - The Silent Force (2004)